# Лук

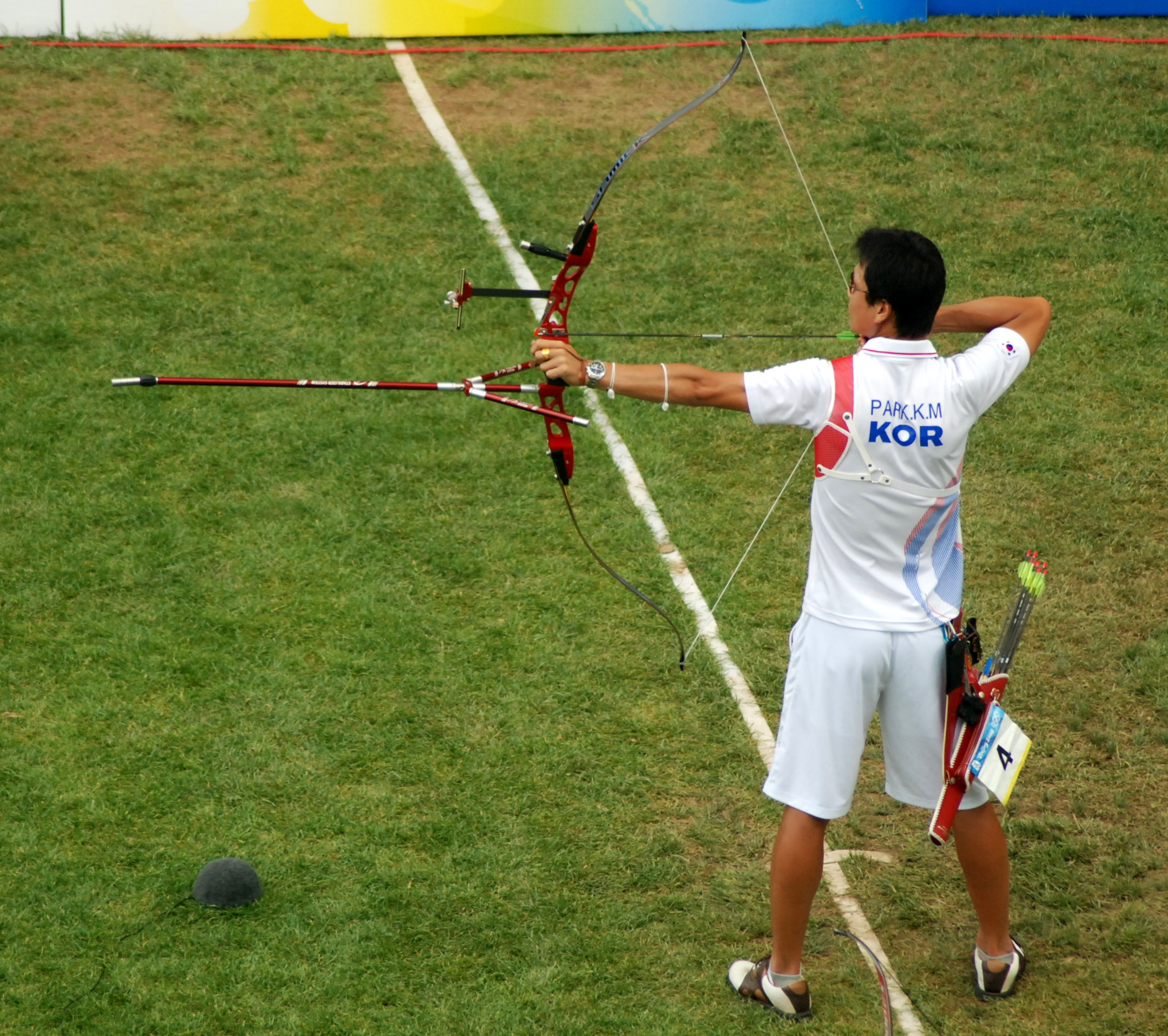
Лучник із сучасним олімпійським луком

Лук — це один із найдавніших видів зброї метального типу, що відомий з доби мезоліту, призначений для стрільби стрілами. Стрільба відбувається за рахунок м'язової сили стрільця, яку лук накопичує як потенціальну енергію зігнутої дуги і потім, розпрямляючись, швидко перетворює в імпульс стріли.

## Етимологія
Слово лук походить від прасл. *lǫkъ, пов'язаного чергуванням голосних з *lękti («гнути, кривити»), що вважається спорідненим з лит. lenkas («лук, дуга, обруч»), lankàs («гнучкий»), латис. lùoks («вигин, дуга»), luôks («гнучкий») і сходить до пра-і.є. *lenk-/lonk- («гнути, кривити»). Однокореневими є такі слова, як лука («частина сідла», «закрут річки»), облук («елемент ярма»), каблучка, лукавий (первісне значення «непрямий»). Від дієслова *lǫčiti (ітератива *lękti) походить і лучити з численними похідними (відлучити, залучити, злучити, розлучити тощо).

## Техніка стрільби
Техніка стрільби з лука полягає в:
- Установці стріли на дугу й упорі на тятиву,
- Натягуванні тятиви однієї рукою при утриманні дуги лука та підтримки стріли іншою рукою,
- Прицілюванні і звільненні тятиви.

Дальність польоту стріли залежить від конструкції лука, сили натягу тятиви і погоди; в середньому становить до 250 метрів для небойових стріл.

Частини лука.
1 — рукоятка. 2 — плечі. 3 — тятива

З часом лук еволюціонував в арбалет (близько IV ст. до н. е.), для стрільби з якого вже не було потрібно особливого уміння і сили. У пізнє середньовіччя він був витіснений вогнепальною зброєю, хоча тривалий час вони використовувалися одночасно.

## Призначення лука і його властивості
За давнини лук правив знаряддям полювання і зброєю, у наш час лук є здебільшого спортивним знаряддям.
Як метальна зброя лук повинен мати певні властивості. Найважливішими серед них вважають такі: пружність, еластичність, довжину між кінцями луку в стані спокою, відстань натягу тятиви, відстань між тятивою і дугою та силу натягу тятиви.
Класично всі відстані та довжини в сучасних луках зазначаються в дюймах (англ. inch або скороч. in, приблизно 2,54 см). Силу натягу зазначають у лібрах (італ. libra або скороч. lb). Вагу вказують у гранах (англ. grain або скороч. gr, приблизно 0,064798 грамів).
Всі ці значення можливо переглянути у відповідній документації до луку чи на самому луці. Згідно з вимогами FITA всі ці значення можна вказувати лише на нижній частині лука.

## Види лука
Луки поділяються на прості і складні, але всі вони являють собою дугу з тятивою для метання стріл. Прості виготовляли з цільного шматка деревини (найчастіше використовують ясен, в'яз, тис або кизил) довжиною до 1,5 м максимальна відома довжина 2,2 м. Композитні (складові) луки були коротші і їх виготовляли з різних матеріалів: ріг (становив внутрішню частину), деревина (середню) і висушені сухожилля тварин (зовні). Завдяки цьому була необхідна пружність, еластичність і міць.
Тятиву виготовляли з волокон рослинного походження, жил вола чи дикого козла.
Окремі луки і більшість сагайдаків мали прикраси з різнокольорової шкіри та цінних металевих фігурок. Кавказькі колчани і налучі часто виготовляли з сап'яну і прикрашали цінних шиттям та металевим чорнінням і гравіюванням.
Також існує поділ луків на типи «лонгбоу» і «флетбоу»:
- Лонгбоу (англ. longbow — «довгий лук») — округлі або D-подібні (у перетині), вузькі плечі.
- Флетбоу (англ. flatbow — «плоский лук») — плоскі, широкі плечі.

### Види луків за формою
Лук з дефлексом — лук, який у неспорядженому стані (без встановленої тятиви), має вигнуту назад, в сторону стрільця форму. Приклад: луки пігмеїв Африки, хадза тощо.
Прямий — лук, який у неспорядженому стані приймає форму, близьку до прямої. Приклад: англійський лонгбоу, доісторичні європейські флетбоу, деякі луки індіанців Північної Америки.
Рефлексивний — лук, що в неспорядженому стані має плечі, що вигинаються в зворотному напрямку — в сторону, протилежну стрільцю. Приклад: більшість композитних луків, як історичних, так і сучасних. Така форма дозволяє накопичувати більше енергії, у порівнянні із звичайним прямим дерев'яним луком.
Рекурсивний — лук, кінці плечей якого вигинаються в зворотному напрямку навіть у спорядженому стані. Приклад: турецький, монгольський, корейський тощо, композитні луки, сучасний олімпійський лук.

## Історія

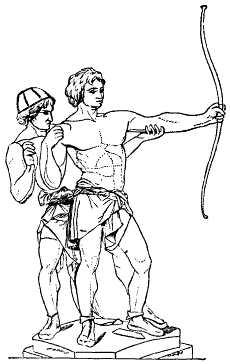
Лук — зброя-атрибут воїнів та героїв античності

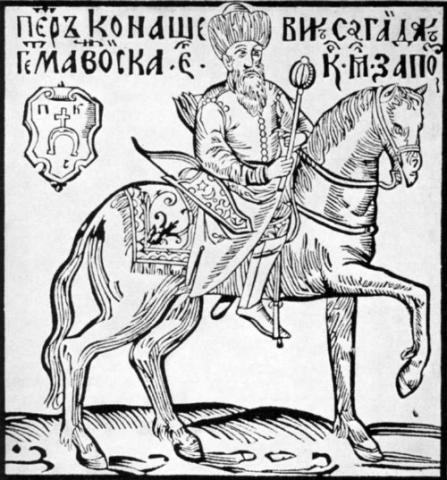
Петро Конашевич Сагайдачний

Найдавніші наконечники стріл, зроблені з каменю, віком 64 тис. років, за повідомленням групи південноафриканських вчених у серпні 2010 року, були знайдені в Печері Сібуду. Їх аналіз, проведений командою дослідників з університету Йоганнесбурга, встановив наявність слідів клею на рослинній основі для закріплення наконечника на дерев'яному держаку. Найдавніші луки й стріли, знайдені науковцями поза межами Африки, на острові Шрі-Ланка, ймовірно мають вік близько 48 тисяч років. Лук і стріли також відомі з Свідерської культури (територія сучасних Польщі та Угорщини, 10 тисяч років тому).
До XIX століття єдиними регіонами, де люди ще не були б обізнані з такою зброєю, залишилися Австралія і Океанія. У багатьох регіонах (наприклад, в Африці південніше Сахари, в Південно-Східній Азії, здебільшого Південної Америки тощо) лук був відомий аборигенам, але (в усякому разі, за відсутності отруєних стріл) майже не мав застосування навіть на полюванні через неможливість або невміння виготовляти конструкцію з хорошою забійною силою.
Неможливо стверджувати щось конкретне про походження лука. Ймовірно, його вживання для метання стріл передувало якесь господарське застосування зігнутої палиці. Відомі знахідки, що датуються приблизно 15 тисяч років, за формою подібні дерев'яним лукам, але за якістю дерева завідомо негідні для стрільби. Можливо, вони були частиною приладу для видобутку вогню. Коли люди ближче ознайомилися з властивостями дерева, вони змогли надати палиці необхідну пружність і об'єднали цей винахід з існуючими вже тоді легкими дротиками.
Останнє використання лука у великих битвах датоване 1813 роком, коли на «Битві народів» під Лейпцигом до складу російської армії входили башкирські лучники, яких французи називали «амурами».

### Давні часи

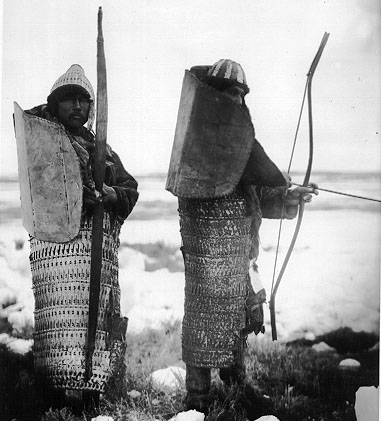
Коряцькі воїни з луками

Найдавніші з відомих луків відомі із знахідок в Данії (Хольмеґаард), з датуванням 7000-8000 років до н. е. (доба мезоліту). Це прості дерев'яні луки зроблені з деревини в'яза, довжиною від 154 см до близько 170 см .Вони зроблені із стовбура невеликого діаметру, мають завужене та потовщене руків'я та плоскі широкі плечі. Такий тип луків був поширений по всій північній Європі протягом всієї кам'яної доби. Починаючи з неоліту відомі знахідки луків іншого типу, переважно зроблених з деревини тису, довжиною 160—180 см. Вони не мають вираженого руків'я, плечі в перетині округлі або D-подібні .Такі луки дуже схожі на середньовічні англійські лонгбоу.
Головною перевагою лука з точки зору мисливця були його легкість (можна носити з собою багато стріл) і можливість скритного застосування. Постріл можна було зробити з місця, причому з різних положень. Простору було потрібно зовсім небагато. Стрільця міг видати тільки скрип тятиви. Пращею ж і бумерангом можна було розпорядитися лише на відкритому просторі і стоячи.
З винаходом стріл з кам'яним наконечником проявилася і ще одна перевага лука в порівнянні з дротиком. Пробивна сила стріли завдяки досить високій швидкості польоту (близько 45-50 метрів за секунду) була досить високою. Тварину розміром з оленя, стріла могла пробити наскрізь у бокову проєкцію на дистанції 20-30 метрів, якщо тільки не потрапляла у масивні кістки скелету . Випустивши стрілу з декількох метрів в певну точку і під потрібним кутом, нею можна було вразити навіть таку велику тварину, як бізон. Лук став універсальною зброєю мисливця.

### Античність та Середньовіччя

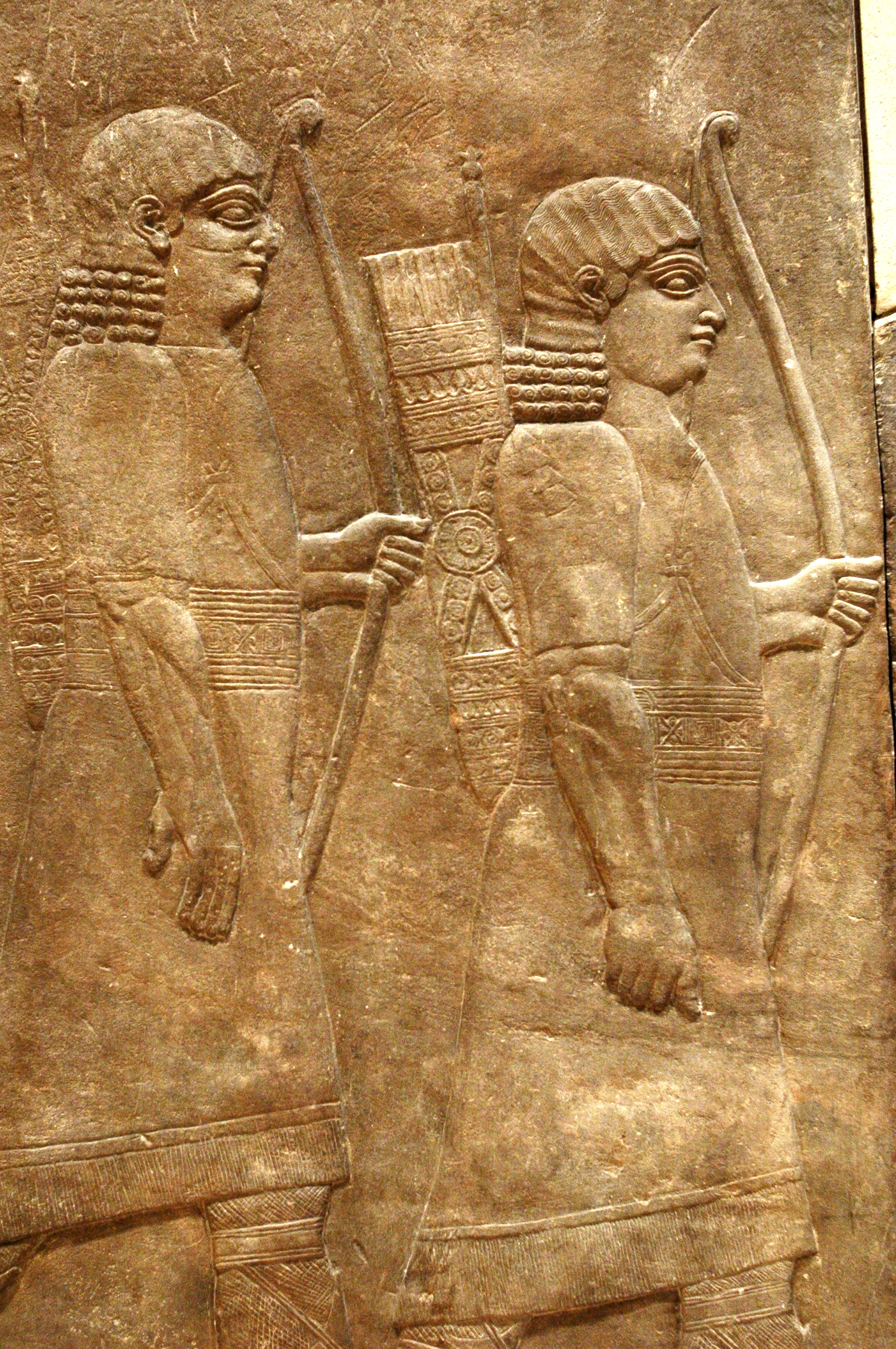
Ассирійські лучники з барельєфа 645 р. до н. е.

У період античності та Середньовіччя луки залишалися основним видом метальної зброї і зазнали цілий ряд істотних поліпшень. Зокрема, замість легких стріл з кам'яним і кістяним наконечником, стали застосовуватися важкі стріли з металевим наконечником, а конструкція самого лука ускладнилася, завдяки чому була досягнута велика потужність і живучість зброї.
У період Середньовіччя дерев'яні луки мали вже обмежене поширення, зберігаючись ще тільки в Європі та Північній Америці.
Наступним етапом у розвитку цього виду зброї був посилений або складний лук, відомий народностям у Сибіру, Східній Європі, Скандинавії і гунам.

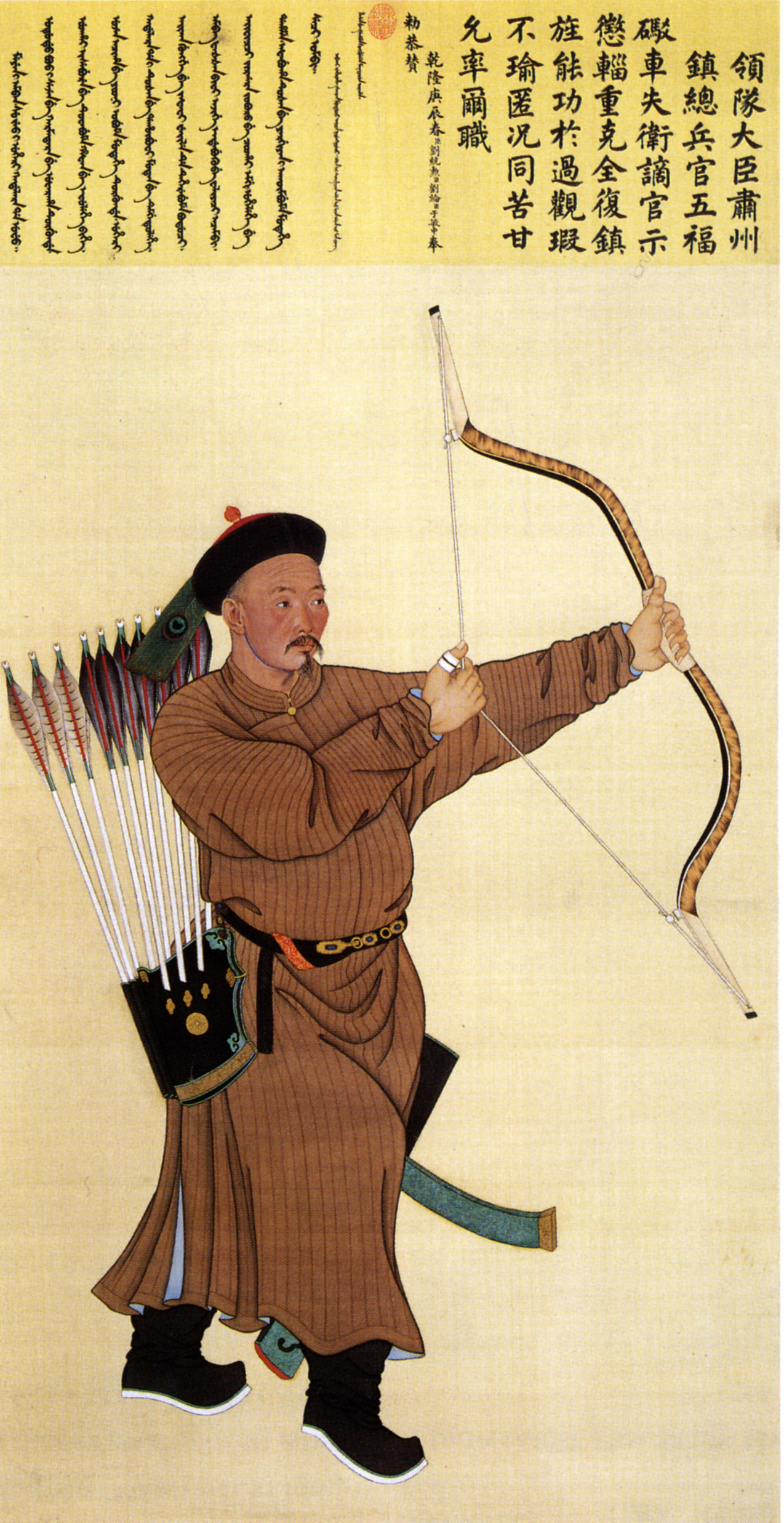
Китайський стрілець XVIII століття

Найкращу якість і найбільше поширення, однак, мали композитні луки, зроблені з сухожиль, дерева та рогу (іноді могли вживатися інші матеріали). Вони вперше з'явилися, мабуть, у Єгипті біля 2-го тисячоліття до н. е. Пізніше, в Османській імперії і Китаї конструкція лука була вдосконалена шляхом введення металевих обважнювачів дуг.
Композитний лук перекладав енергію натягу в кінетичну енергію стріли з найбільшою ефективністю, навіть без обважнювачів надаючи снаряду, при однаковому з дерев'яним луком натягу, на 30 % більшу енергію. Маючи значно більшу міцність при однаковій довжині з тисовим, композитний лук, крім того, був дуже живучий. Термін його служби обчислювався десятиліттями, а перевозитися він міг у стані боєготовності, що було для воїнів цінною якістю. Хоча, звичайно, при тривалому зберіганні тятива знімалася.
В Індії та Персії вироблялися луки ще одного типу — металеві — цілком зроблені з дамаску або булату. Втім, швидше за все вони не вживалися як військова зброя, а призначалися для спортивної стрільби, бо вимагали від стрільця великої фізичної сили і коштували дорого, але не мали особливих переваг порівняно з композитними.
Саме композитними луками користувалися більшість народів Азії та античної Європи (починаючи з критян). Але в Європі в період Середньовіччя такі луки збереглися тільки у візантійців та слов'яно-русинів.

## Виготовлення
Навіть простий дерев'яний лук, насправді, був аж ніяк не простою палицею. Вирізувався лук з деревини: тису, ясена, в'яза або акації.Могли використовуватися як стовбури невеликого діаметру 5-6 см товщиною, так і більш товсті, які розколювали навпіл, або на чотири частини. Дерево висушували від декількох місяців до року, тому що пружність сухої деревини набагато вища. В деяких випадках лук вирізався таким чином, щоб більш еластична деревина заболоні залишалася на зовнішній стороні, а більш міцна сердцевинна деревина формувала внутрішню сторону лука. Особлива увага приділялася тому, щоб лук при натягуванні тятиви згинався рівномірно. Такий лук при знятій тятиві мав форму прямої палиці, але при довготривалому навантаженні міг отримувати залишкову деформацію. Тому для збереження своїх якостей прості луки зберігали зі знятою тятивою.
Складним називався лук, якщо склеювався з декількох порід дерева або якщо дерев'яна основа посилювалася роговими пластинами, або дерев'яним волокном, яке змащували риб'ячою смолою. Головною перевагою такого пристрою була складність виготовлення (термін виготовлення такого лука становив 18 місяців), вже не треба було шукати або вирощувати якесь особливе дерево (а культивацію тису під луки в Англії і Нормандії було поставлено в обов'язок селянам). Посилений лук витримував більший натяг, слугував довше, міг бути будь-якої довжини.

## Бойові властивості

### Прицільна точність стрільби
На змаганнях зі стрільби хороший стрілець із 90 м потрапляв у мішень, ростом з людину. Цей показник досягався, якщо мішень була нерухома, відстань була завжди одна і та ж, а стріли використовувалися спеціальні. Взагалі ж, прицільна стрільба англійськими лучниками (з дерев'яних луків) велася на 50 м, османськими і китайськими (з найкращих луків) — до 70 м.
Проблема була в тому, що лук мав кінцеву товщину, і стріла розташовувалася під кутом до площини, в якій рухалася тятива. Додатковий, збиваючий наведення, поштовх стріла отримувала, коли через рукометь лука проходило її оперення. Ці недоліки усунені в сучасних спортивних луках, але ще були навіть у найкращих конструкціях Середньовіччя. Іншими недоліками лука були крайня (за сучасними мірками) повільність снаряда, що дуже ускладнювало стрільбу по рухомій цілі. Швидкість вильоту стріли з англійського довгого лука була близько 50 метрів за секунду, але вона уповільнувалася з подоланням дистанції.
Точність влучень з лука залежала насамперед від уміння стрільця. Але навіть найкращий стрілець ніколи не може контролювати всі фактори, що впливають на політ його снаряда.

### Далекобійність
Дальність стрільби з лука часто сильно перебільшується. Достовірний рекорд дальності польоту стріли із спортивного лука, підтверджений незацікавленими свідками, становив усього близько 450 м. Цей рекорд був встановлений секретарем османського посольства в Королівстві Великої Британії в середині XVIII століття. Національний рекорд англійців у той час був удвічі меншим.
Одним з офіційно задокументованих рекордів у дальності стрільби з лука, було відзначено в 3 ст. до н. е. на Іграх в Понтійському місті Херсонесі (Боспорське царство), територія сучасної України. Олімпійський лучник Анаксагор (з міста Ольвія), переміг у стрільбі з лука на віддаль, випустивши стрілу далі ніж на 3 стадії (3 стадії = 534 метри).
Рекордний тюркський складний лук викидав стрілу на 250 власних довжин. Звичайний же композитний лук стріляв приблизно на 150 власних довжин. Дерев'яний — на 100, складовий — десь на 120. Сучасний рекорд віддалі стрільби з лука становить близько 700 м, або понад 300 довжин лука.

### Вбивча сила
Втім, дальність стрільби з лука все-таки була кращою, ніж у інших видів старовинної зброї, та й точність у той час нарікань не викликала, оскільки зазвичай стрільба велася по строю солдатів. Стріли, випущені з лука, були досить еффективні проти кольчуг, особливо при використанні видовжених голкоподібних наконечників. Проте латні обладунки пробити стрілою було дуже важко, а в деяких випадках і неможливо. Однак повністю захистити тіло з усіх сторін обладунками достатньої міцності важко, тому масовий обстріл приводив до численних поранень і втрати боєздатності ворожих військ.
При штурмі міста Маллой Олександр Македонський дістав важке поранення стрілою в груди. Індійська стріла, випущена з великого, у зріст людини, індійського лука, пробила лляні обладунки великого полководця. Однак стрільба велася в упор. У середньовічних битвах в Англії XI століття королів убивали стрілами або в око (як Гарольда II), або в горло (як Гаральда Суворого).
Тим не менш, слава про англійських лучників XIV століття, що розстрілюють французьких лицарів у Столітній війні, цілком заслужена і підтверджена середньовічними авторами. Королі могли дозволити кольчуги з хорошого заліза, обладунки для їх васалів були не такі міцні. Так Геральд Вельський (Giraldus Cambrensis), хронікер кінця XII століття, пише про валлійських лучників :

«Валлійці стрілами пробили дубові ворота вежі, які були завтовшки в 4 пальці … Вільям де Браоз також свідчив, що один з його солдатів в бою з валлійцями був поранений стрілою, яка пройшла через стегно, прикрите обладунками з обох сторін, і сідло, смертельно поранивши коня. В іншого солдата, також добре захищеного обладунками, стріла пробила стегно до сідла, і він, розвернувши коня, отримав таку ж рану в інше стегно, яка прикріпила його до сідла з обох сторін … Луки цього народу зроблені не з рогів, слонових бивнів або тиса, але з дикорослого в'яза …, не розраховані для стрільби на довгу дистанцію, але щоб наносити глибокі рани в ближньому бою.»

Потужні луки були також у турків-сельджуків, з якими зіткнулися лицарі під час хрестових походів. Альберт Аахенський, автор початку XII століття, пише про загибель одного з лицарів у хрестовому поході в 1096 р. в бою з турками поблизу Нікеї :Там Вальтер Пеннілес упав, пронизаний сімома стрілами, які проткнули його кольчугу".
На Далекому Сході кочові народи біля Китаю також виготовляли потужні луки. Фан Сюаньлін розповідає про такого собі Алі, підручного правителя хуннів Хелянь Бобо (початок V століття)

«Коли представляли йому готову зброю, кого-небудь з майстрів він завжди карав на смерть. Якщо при стрільбі в панцир стріла не пробивала його, він обезголовлював того, хто робив лук, а якщо стріла пробивала панцир, страчував того, хто робив панцир.»

Втім, значна кількість історичних свідчень говорить про те, що обладунки рятували від стріл, і лицарі в кольчузі отримували лише незначні рани, а лати зовсім не пробивалися стрілами. Були проведені випробування, сталеві пластини розстрілювалися з великих англійських луків з відстані 10 м. Пластини завтовшки 1 мм пробивалися під прямими кутами, але 2 мм сталь пробити не вдалося.
Крім того, пробивна сила стріли залежала і від використовуваного наконечника. Так, для стрільби по кольчугах застосовували наконечники у вигляді довгих голок, а для пробиття суцільних обладунків (як лицарські кіраси) в XIV століття стали застосовувати короткий гранований ромбоподібний наконечник.

#### Луки різних народів

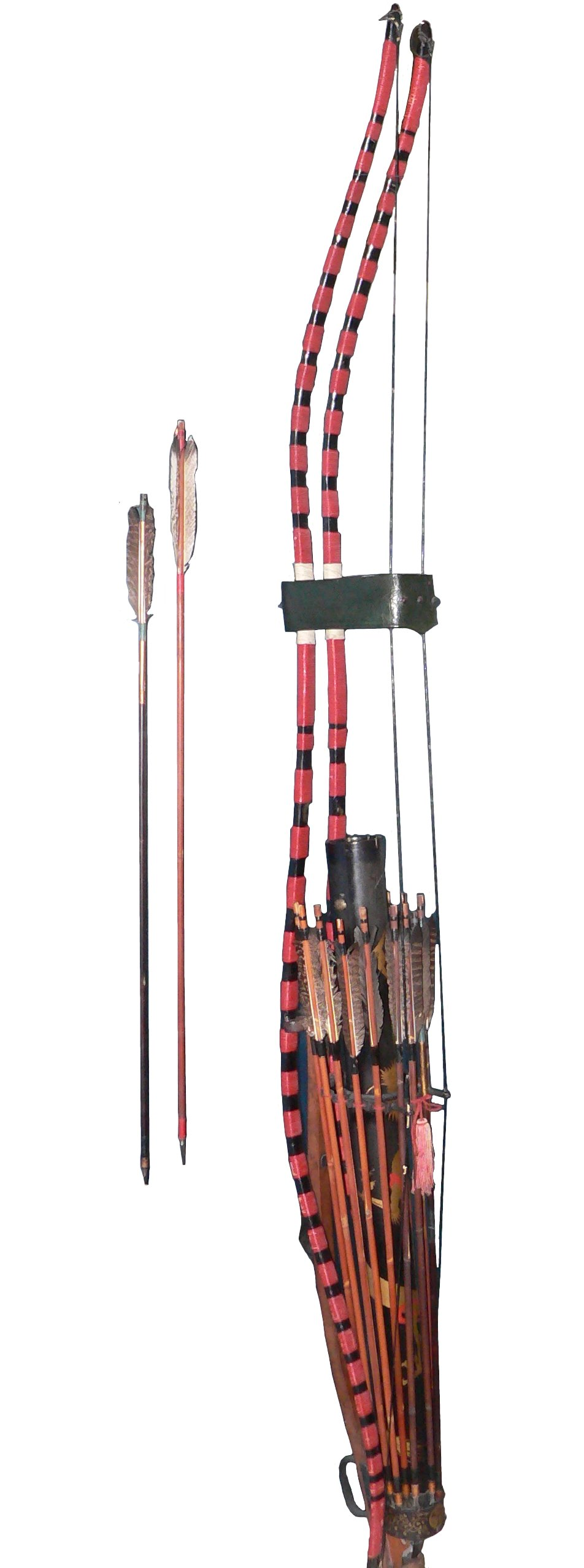
Посилені луки японців

Реальні бойові властивості лука були приблизно такими:
- Простий лук довжиною 100—150 см міг використовуватися для прицільної стрільби 25-грамовими стрілами на 30 м і 50-грамовими на 40 м. Навісна стрільба теоретично могла вестися до 100—150 м. Пробити стріла з такого лука могла тільки кольчугу на найближчій відстані (і то, якщо мала сталевий наконечник). Такі були луки в індіанців і більшості народів середньовічної Європи. Однак є свідчення конкістадорів про те, що стріли індіанців з кам'яними наконечниками пробивали іспанські кольчуги.
- Довгий англійський лук довжиною 180—220 см застосовувався для прицільної стрільби на 50 метрів, хоча для навісної стрільби його можна було використовувати до 200—250 метрів. Луки знайдені на затонулому кораблі Mary Rose (1510) що затонув у 1545 році, за оцінками мали дуже велику силу натягу, що дозволяло вести стрільбу досить важкими стрілами на значні відстані.
- Складний лук чукчів виготовлявся з двох сортів деревини — зазвичай модрини і берези, склеєних риб'ячим клеєм. Клей також робив деревину пружнішою.[7]
- Аналогічні по ефективності, тільки більш короткі (до 180 см) посилені луки були, наприклад, у новгородської піхоти і норманів.
- Композитні луки азійських піших лучників, звичайно, були коротше — не більше 150 см. Якщо застосовувалися важкі стріли, то небезпечні вони були до 225 м, але частіше піші лучники азійських народів стріляли навісом до 150 м, а прицільно легкими стрілами на 50-70 м.

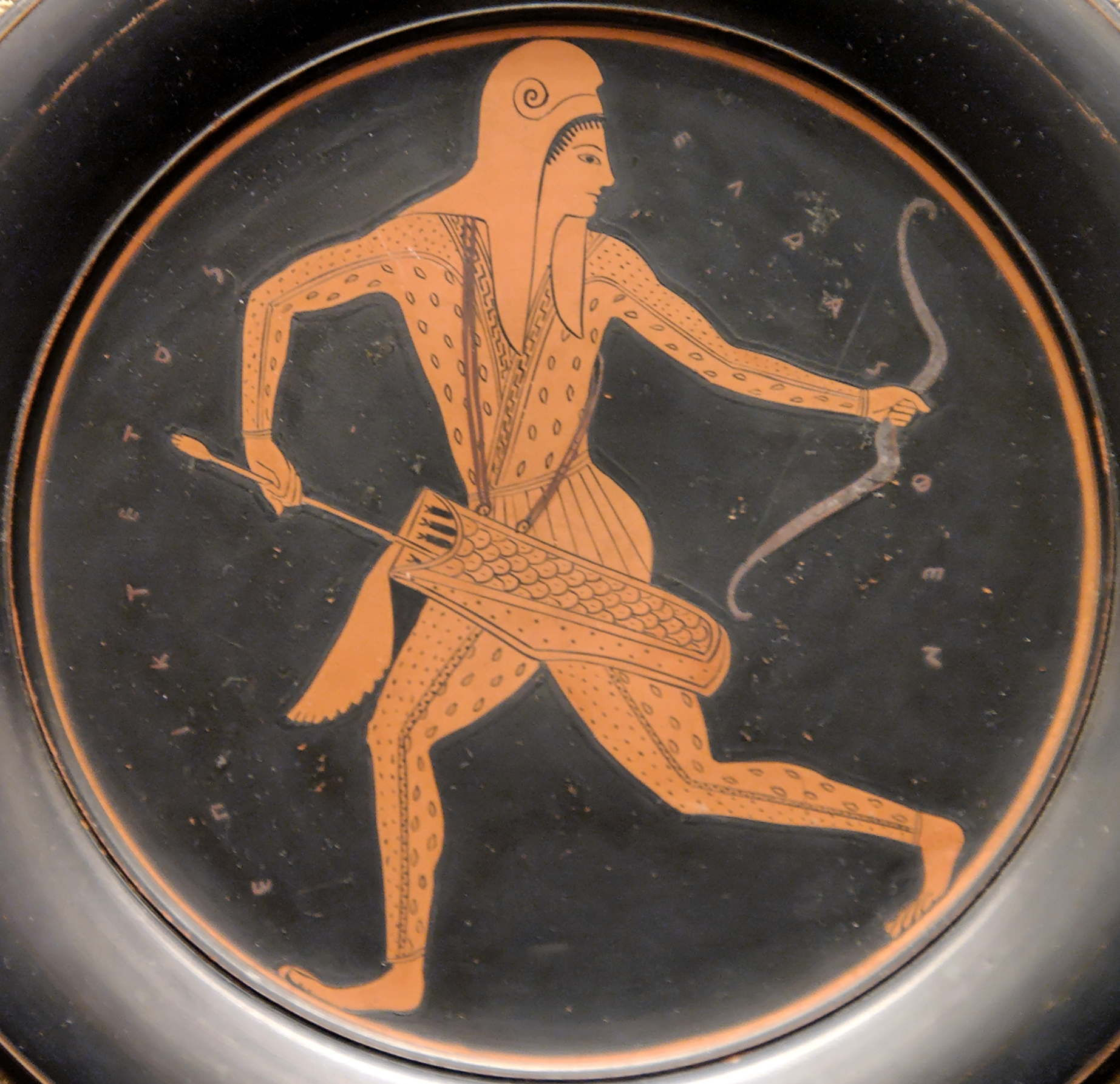
Скіфський лук

- Скіфський композитний лук був зовсім короткий, — всього 70-80 см у довжину,— і стріли до нього мали вагу 15-25 гр. Дальність ефективної стрільби у зв'язку з цим була обмежена дистанцією всього 30-40 м, хоча максимальна дальність польоту стріли становила 100—120 м. Давні люди дивувалися так званому «скіфському пострілу». Кінне військо скіфів мчало на ворога, на повному скаку обсипаючи його стрілами. Наблизившись, скіфи повертали назад, при цьому продовжуючи обстріл, сидячи спиною до супротивника і обертаючись в сідлі.
- Звичайний же кавалерійський лук мав довжину 120—130 см (лише у гунів, які використовували посилені, а не композитні луки, до 160 см). Прицільна стрільба з коротких зупинок і з каруселі велася на 50 м легкими стрілами. З такої дистанції пробивалася і кольчуга. Так стріляла руська кавалерія, турки, татари і гуни.

З іншого боку, монголи, наприклад, використовували китайські піхотні луки і важкі стріли, та ще й стріляли по ходу руху на повному скаку. При цьому, за рахунок додавання швидкостей, повільна (близько 45 м/с) важка стріла отримувала солідну (+40 %) надбавку до дальності, а її енергія подвоювалася. Монгольські стріли могли бути небезпечні на відстані 200 м і далі. Але це був скоріше виняток, пов'язаний з необхідністю боротьби з китайськими пішими лучниками й арбалетниками.

## Поширення лука в Україні

Герб Запоріжжя — лук часто присутній у геральдичних фігурах українських міст

Лук використовували як знаряддя для полювання, так і як зброю.
За козацької доби лук значною мірою поступився місцем ручній вогнепальній зброї, але у середовищі запорожців зберігався практично до кінця існування Січі (це підтверджують і тогочасні малюнки «козака Мамая»). Таку специфіку січовиків можна пояснити тим, що вони переважно спіткалися у прикордонній боротьбі з ватагами кочової татарської людності, котра була слабко озброєною й активно використовувала луки. Поряд із цим у середовищі запорожців в умовах постійного збройного протистояння активно розвивались засоби розвідувально-диверсійної діяльності, які іноді потребували «тихої» метальної зброї. Щодо стрільби з луку, то вправний стрілець міг випустити за хвилину до 20 стріл на відстань до 300 кроків.
Серед провідників запорозьких козаків шанувальниками луку були Д. Байда-Вишневецький (зображений на портреті з луком і стрілою в правиці) та особливо П. Конашевич-Сагайдачний. Останній навіть мав козацьке прізвисько, що походило від татарської назви шкіри дикого козла, котрою обшивались спеціальні пристрої — «колчани» для збереження стріл (згодом «сагайдаками» називали самі ці пристрої). Для носіння лука використовували налуч, що повторювала форму половини лука. У сагайдаку поміщалось три десятки стріл.

## Цікаві факти
- Існує легенда про те, що амазонки відрізали або випалювали собі одну з грудей, щоб вона не заважала стріляти з лука.
- Атаки лучників-вершників на конях і верблюдах зупинили просування Олександра Македонського в Середню Азію. «Вони кружляли навколо день і ніч, обсипаючи військо Олександра дощем стріл, але не вступаючи в бій.»
- Робін Гуд — герой середньовічних англійських народних балад кінця XII–XIII ст. Його лісова армія налічує кілька десятків вільних стрільців — відмінних лучників.
- Вільгельм Телль — легендарний народний герой Швейцарії кінця XIII — початку XIV ст.; Майстерний лучник.

## Теперішній час
Сучасна стрільба з лука поділяється на декілька напрямів — спорт, мисливство та розважальна фізкультура, аналогічна фітнесу. Існує також рух рольовиків і реконструкторів, які використовують історичні та саморобні конструкції лука та аксесуарів для проведення рольових ігор та чемпіонатів.

### Спортивна стрільба з лука
Спортивна стрільба з лука розрізняється по типу використання лука і виду змагань. У більшості змагань беруть участь стрільці з різних типів луків, а стрільці з одного типу лука — у різних видах змагань.

#### Види спортивного лука
- Традиційний лук («традиція») — це дерев'яний довгий лук, створений на базі англійського лука. У ньому заборонені композитні і пластикові матеріали, приціли, а також такі сучасні атрибути, як клікери і плунжери. Зазвичай використовуються дерев'яні стріли, хоча від цього правила часто відходять.

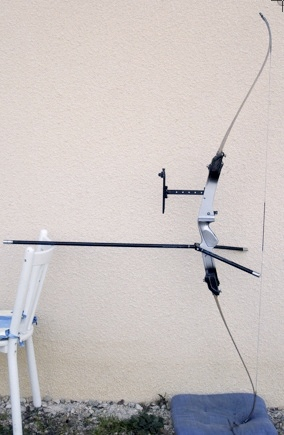
Олімпійський лук зі стабілізатором

- Олімпійський лук («Олімпік») — це аналогічний класичному луку, тільки побудований з використанням сучасних матеріалів, як то дюралюміній для рукоятки, пластик для плечей, карбон або алюміній для стріл і тверда сталь для наконечників. Також всі олімпіки — це розбірні луки, на відміну від класики. До олімпіку додається приціл з однією точкою (друга точка прицілювання заборонена), клікер для визначення кінця тяги і плунжер для регулювання викиду стріли в горизонтальній площині перпендикулярно пострілу. Незважаючи на всі ці зміни, стрільба з класики і стрільба з олімпіка дуже подібні, хоча олімпік, звичайно, значно точніше. Також в олімпіку може бути стабілізатор для зменшення коливання лука під час пострілу.

Невелика поправка:
Сталь наконечників на спортивних стрілах часто дуже м'яка, що не дивно, враховуючи що дані луки не призначені для ураження живих цілей, а виключно для стрільби по мішенях. Але для використання в комплексі з мисливським луком можна замінити наконечник на будь-який з численних різновидів.
- Блоковий лук («компаунд») — це сучасна конструкція лука, яка не має аналогів в історії. Він був вигаданий у США наприкінці 80-х років. Ключовою особливістю конструкції є два блочних механізми на кінцях плечей (моделі з одним блоком поширення не отримали), які перерозподіляють навантаження тяги таким чином, що до кінця вона дуже сильно слабшає. У результаті, хоча навантаження такого лука може доходити до величезних величин у 80 фунтів і більше, стрілець може спокійно стояти з натягнутим луком, відчуваючи не більше 5-7 фунтів. Також блоки здійснюють більш «правильний» розгін стріли, коли навантаження на неї зростає зі зростанням швидкості, що сильно знижує стартову деформацію і підвищує ККД лука. Істотні відмінності на цьому не закінчуються. На блокові луки ставлять оптичні приціли з двома точками прицілювання — одна на рукоятці, інша на тятиві. Саму тятиву лучник в правій руці не тримає, тятива утримується релізом (або, як його ще називають, релайсінгом) — спеціальним механізмом, який аналогічний спускового механізму в арбалеті. Це дозволяє повністю прибрати негативний ефект скочування тятиви з долоні в класиці, і стріла летить дуже стійко.

Невелика поправка:
Блоки не дозволяють збільшити натяг лука при додаванні тих же зусиль з боку стрільця, однак при використанні блочної системи істотно легше утримувати його в натягнутому стані, що дозволяє збільшити час прицілювання. На практиці це виглядає так: перший час лук натягується легко, потім блоки провертаються і на половині обороту виникає якийсь «бар'єр», для подолання якого потрібно прикласти значне зусилля, після чого натяжка знову йде легко.
Так само блочна система дозволяє зменшити довжину лука при збереженні попередньої довжини стріли і, відповідно, потужності. При рівній натяжці і довжині стріли потужність блочного і звичайного спортивного лука буде приблизно однакова.
Практично всі наявні в продажу моделі блокових луків мають регульовану силу натягнення від 45 до 60 фунтів, тобто до 27 кг. Майже завжди заявлена натяжка в 60 кг виявляється помилкою адміністрації інтернет-магазинів, які забули перевести фунти в кілограми. Характеристики їх різняться незначно, в основному відмінності стосуються зручності використання. Так більш ранні моделі мають велику довжину, більшу вагу, не мають кріплень під оптичні та коліматорні приціли. Це легко пояснити сферою їх застосування — розважальною стрільбою і полюванням на нехижих звірів великого і середнього розміру. Великі потужності тут безглузді, полювання з луком на великих хижаків (наприклад, на ведмедя) занадто ризикована, навіть якщо стріла здатна його вбити, а розважальну стрільбу лук з натяжкою 60 фунтів здатний перетворити на важку роботу під час відпочинку.

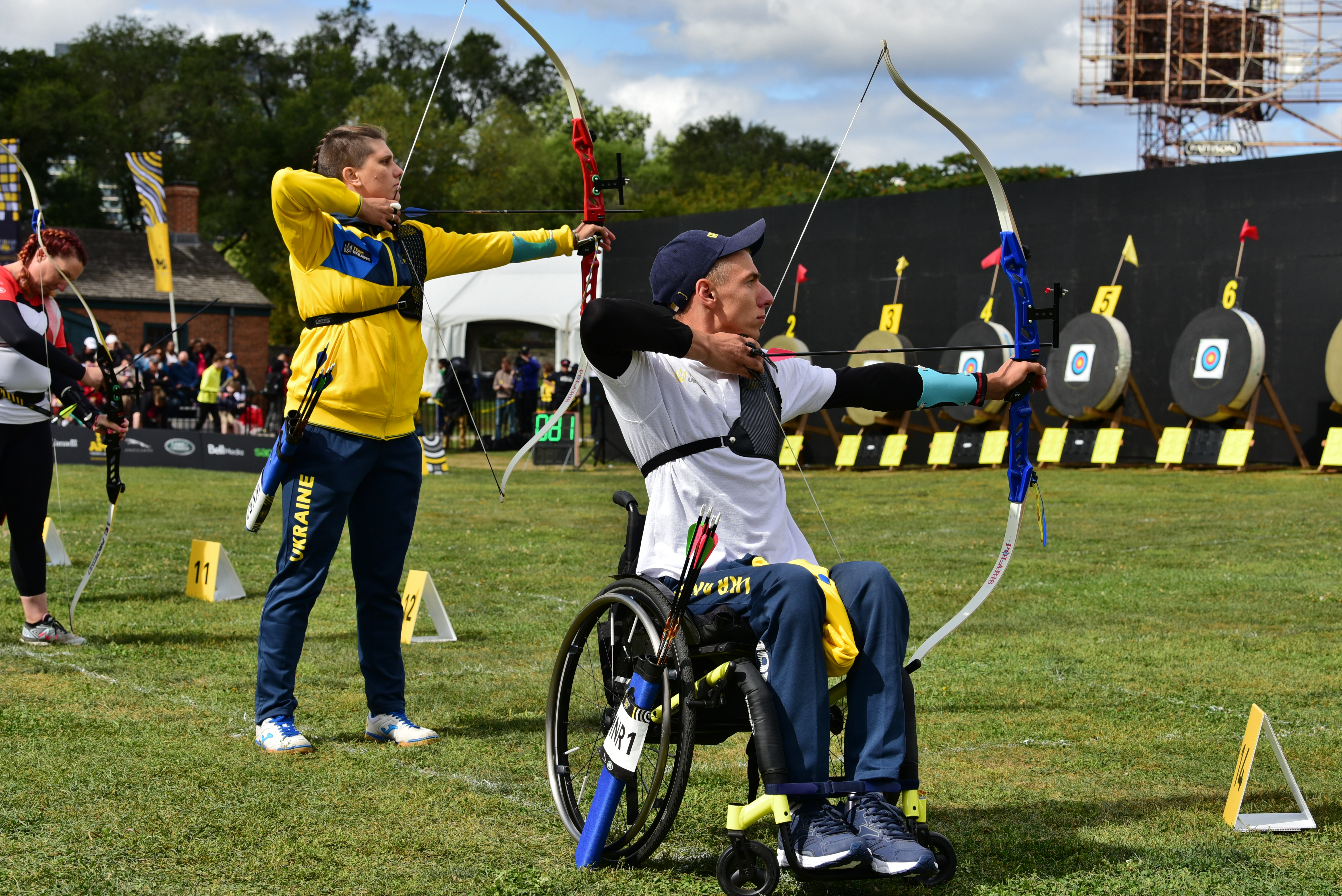
Стрільба з олімпійського лука на «Іграх Нескорених»

Ще одна поправка: редукція зусилля становить найчастіше 60-65 %, тобто при натяг в 60 фунтів на повному витягів зусилля буде близько 20. Дуже рідкісні блокові луки з більшим ступенем редукції (наприклад 'Онайда Томкет').

### Види змагань

#### Олімпійські ігри
У Олімпійських іграх беруть участь стрільці тільки з олімпійського лука. Стрільців розрізняють за статтю, чоловіки і жінки стріляють окремо, хоча вправи однакові. Проводяться особисті і командні змагання. Спочатку проводиться відбірковий раунд, коли всі стрільці на межі 70 м, де кожен робить 2 серії по 36 пострілів у мішень діаметром 120 см. За результатами відбіркового раунду проводиться відбір учасників на фінальний раунд. У фінальному раунді особистому стрільців ділять на дуельні пари. Кожна дуельна пара робить по 12 пострілів, в наступне коло потрапляє той учасник, який набере більше очок. Результати попередніх стрільб при цьому не враховуються. Командні змагання проводяться аналогічно. У команді 3 стрільці, результати яких сумуються. На різних олімпіадах для збільшення видовищності та залучення телебачення правила незначно змінюються.
Змагання проводяться на відкритій галявині, засіяній травою, яка орієнтована таким чином, щоб сонце ніколи не світило в обличчя стрільцям-правшам. Лівші змушені вибирати час або вранці, або ввечері. Самі змагання йдуть протягом двох днів для чоловіків і двох днів у жінок, кожен день окремий раунд.
Величезним організаційно-художнім досягненням стрільби з лука на Олімпіаді, була участь лучника в запалюванні Олімпійського Вогню та запалювання вогню Літньої Універсіади-2005. У темряві лучник навісною траєкторією стріляв палаючою стрілою в чашу, де повинен був спалахнути вогонь. Це було не тільки дуже видовищно, але надзвичайно складно.

#### Чемпіонати зі спортивної стрільби на відкритому повітрі
На таких чемпіонатах беруть участь стрільці з олімпійського лука і компаунда. Стрільців розрізняють за статтю та типом зброї, всі стріляють окремо. Чоловіки і жінки стріляють одну і ту ж вправу, але на різних дистанціях. У відбірковому раунді проводиться вправу M-1, яка складається з послідовної стрільби на різних дистанціях. Чоловіки стріляють на дистанціях 90, 70, 50 і 30 метрів, жінки — 70, 60, 50 і 30 метрів. Стрільба на довгих дистанціях від 60 і вище відбувається в мішень діаметром 120 см, а на коротких дистанціях до 50 і менше — в мішень 80 см діаметром. На кожній дистанції робиться по 36 пострілів. Далі результати сумуються і розподіляється фінальний раунд, який проводиться аналогічно до олімпійського.
Змагання тривають 3 дні, в перший день довгі дистанції відбіркового раунду, в другій короткі, в третій — дуельний раунд. Командні змагання проводяться аналогічно.

#### Чемпіонати зі спортивної стрільби в приміщеннях
Формат і склад змагань в приміщень аналогічний змаганням на відкритому повітрі. Відрізняється дистанція стрільби 18 метрів і розмір мішені — 40 см в діаметрі для повного розміру. Якщо у змаганнях на відкритому повітрі кожен стрілець випускає всі стріли серії (3 постріли на короткій дистанції або 6 пострілів на довгій) в одну мішень, то тут для уникнення псування стріл, які можуть розбити один одного, кожна стріла серії випускається у власну мішень. А для можливості розміщення таких мішеней на щиті їх обрізають до шістки.
Відбіркове коло проводиться один день і складається з двох серій по 36 пострілів, разом 72 постріли. Наступного дня проводиться дуельне коло.

#### Чемпіонати по польовій стрільбі

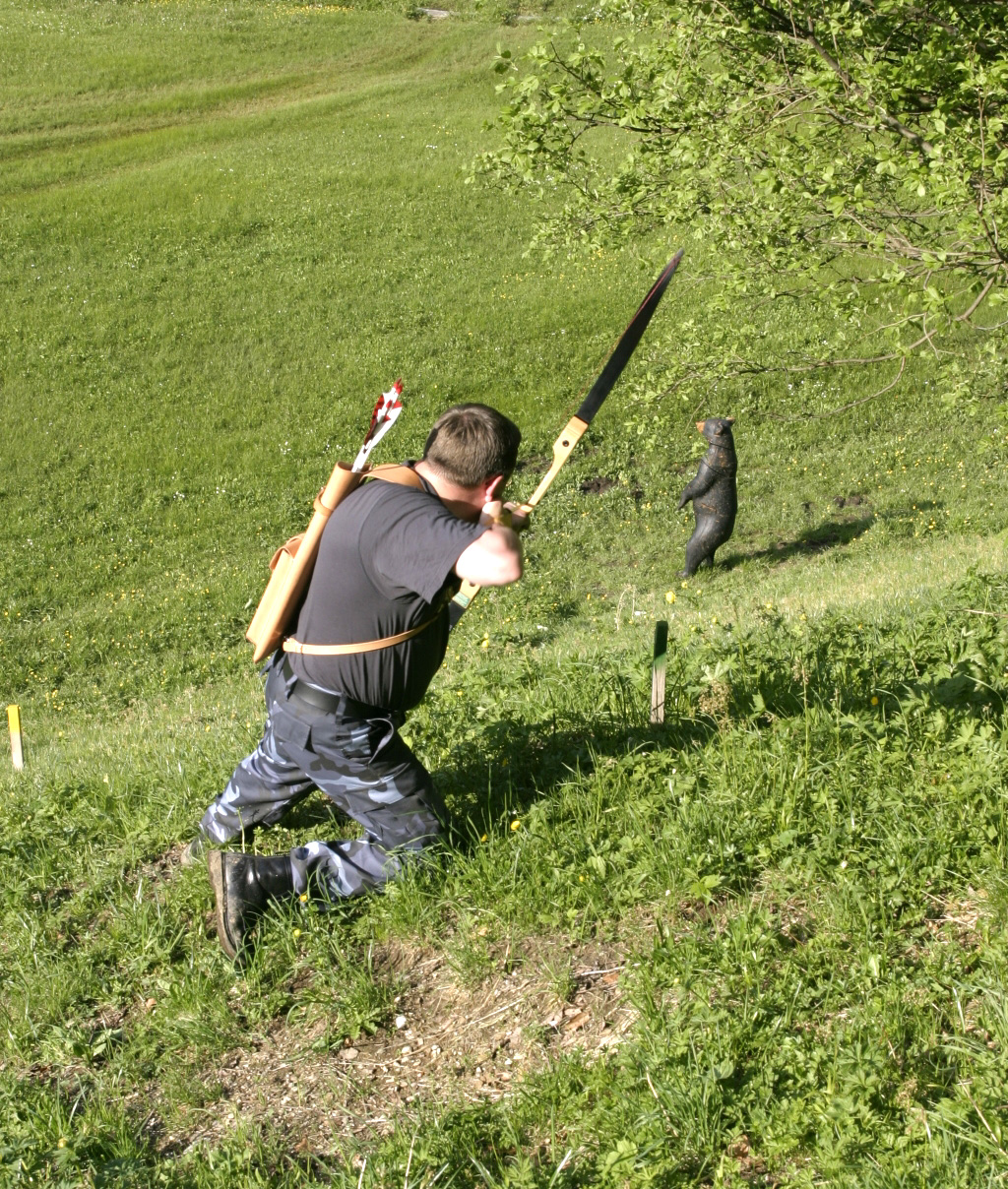
Польова стрільба з олімпійським луком

Чемпіонати по польовій стрільби кардинально відрізняються від вищеописаного. Правила їх ще не устоялися, а тому технічні подробиці детально не наводяться. У змагання беруть участь стрільці з усіх трьох типів луків — класики, Олімпіка і компаунда. Відмінностей за статтю зазвичай немає. У команді 3 людини, кожен зі своїм типом лука.
Змагання проводяться на природі, наприклад, у парку. Стрільці йдуть по дистанції і вражають мішені, які імітують різних тварин. Мішені можуть бути приховані невеликим кущем, стояти на різних відстанях і різній висоті. У результаті стрільцю доводиться вміти визначати дистанцію і висотне перевищення, далекоміри і кутоміри зазвичай заборонені. На кожну мішень дається кілька стріл. Іноді очком за мішень вважається за сума вибитих по ній очок, іноді вважається сам факт поразки мішені однією або декількома стрілами.
Сумарний результат це сума всіх очок за мішені, по ньому і вибирається переможець. Час стрільби не враховується, але дається певний ліміт на проходження всієї дистанції.

#### Скіаркабо лучний біатлон
Це зимовий лижний вид спорту, аналогічний біатлону, тільки не з гвинтівкою, а з луком. Для цього використовується олімпійський лук без стабілізатора, який стрілець переносить у мішку за спиною. Стріли зазвичай отримують на рубежі. Правила також як у звичайному біатлоні бувають різні, відрізняються дистанції гонок і поведінка по промаху повз мішені.

#### Вертикальна стрільба з лука
Стрільба проводиться не по горизонту, а вгору. Є високий стовп з колесом, на якому закріплені мішені у вигляді куль або діжок, звані папугами, а сам стовп — пальмою. Стрілець стоїть під пальмою і стріляє вертикально вгору, папуга вважається ураженим, якщо він збитий на землю. Переможцем вважається той, хто вибив більше папуг.

#### Традиційні чемпіонати
Бувають дуже різними. Проводяться в багатьох країнах світу, найпопулярніші це монгольський, бурятський, японський і корейський. Відрізняються за типом лука, складом учасників. Також в Монголії і Бурятії проводяться чемпіонати з кінної стрільби з лука.

### Лучне полювання

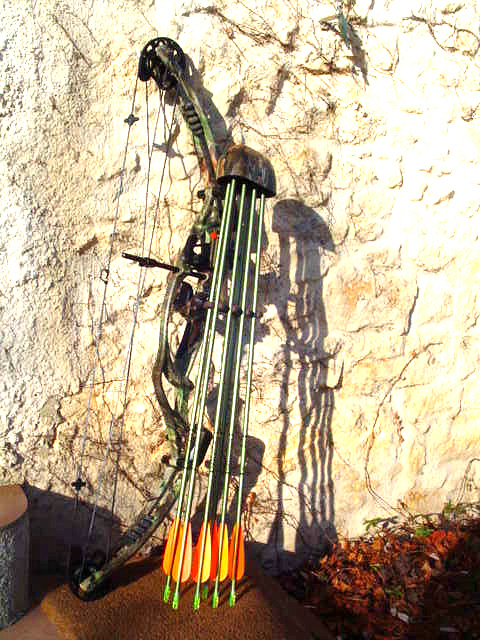
Мисливський блочний лук з наручним сагайдаком

Це вид полювання на великого нехижого звіра, зазвичай оленя, лося, барана або подібного. Для полювання використовується той тип лука, який звичніший стрільцю, але компаунд є найефективнішим, а тому поширеніший серед лучних мисливців.
На мисливських луках встановлюють укорочені моделі стабілізаторів, спеціальні мисливські приціли, які можна виставляти відразу на кілька дистанцій, а деякі моделі мають встановлені прямо на рукоятці сагайдаки, хоча останнє відноситься скоріше до категорії краси, тому що знижує ефективність і змінює баланс.

### Фізкультурно-розважальна стрільба з лука
У США, Японії та деяких країнах Європи стрільба з лука є також і розвагою, подібно до гольфу, і використовується для занять фізкультури для школярів. Для цього використовуються модифіковані моделі олімпійських луків, які максимально здешевлюють і спрощують конструкцію, щоб ними могли користуватися і діти, і малопідготовлені дорослі.

## Техніка стрільби
Лук — один з небагатьох видів зброї, не вміючи користуватися яким, людина не здатна завдати шкоди супротивнику. Адже навіть не вміючи володіти ножем або пістолетом, ним можна вбити. Лук такої якості позбавлений.
Людина, що взяла лук вперше в житті, швидше за все не зможе його навіть натягнути, а про постріл навіть і говорити не доводиться. Це відбувається через те, що лук сам по собі не стріляє, стріляє система лук-лучник, причому людина у ній відіграє навіть більшу роль, ніж зброя. Ту саму якість має хіба що ще праща.
Техніка стрільби сильно відрізняється при стрільбі з різних типів луків. Основні категорії — класичний лук, традиційний лук і сучасний компаунд. Класичний і традиційний досить близькі, тоді як блочний лук їм протилежний. Ця протилежність доходить до такого ступеня, що стрілець, тренований на одному типі лука, часто не може навіть натягнути лук іншого типу. Особливо ця різниця сильна при переході сучасних лучників з класики в компаунд (блоковий).

### Техніка стрільби на класиці
Лук береться лівою рукою. Тятива захоплюється двома або трьома пальцями (вказівний, середній і, можливо, безіменний) закритою долонею (тобто долоня «дивиться» на стрільця). Захоплений, але не натягнутий, лук наводиться на ціль. Потім стрілець починає натягувати, паралельно з уточненням прицілювання. Тяга здійснюється рівномірно на всьому протязі, а ліва рука при цьому фіксується в суглобі до повної нерухомості. Тяга ведеться до підборіддя, носа або щоки. Важливо відзначити, що лікоть правої руки «дивиться» вгору, а не вниз, як це природно для людини.
Постріл проводиться як закінчення тяги. Завмирати з натягнутим луком не можна, відразу розвалюється прицілювання. Сам момент пострілу для класичного лука дуже важливий, оскільки його вкрай складно контролювати в силу великої швидкості і високого силового навантаження на піку тяги. Для того щоб тяга завжди була тільки на одній і тій же відстані, всі стріли повинні бути суворо однієї довжини. Випуск проводиться при торканні наконечником лівої руки або при клацанні клікера для сучасного лука. Сам по собі випуск складається в розслабленні пальців правої руки.
При цьому натягнення тятиви саме розкриває долоню і тятива скочується по пальцях. За рахунок цього скачування та неідеальності в техніці стрільби і будові людського тіла, яке не може витримувати в абсолютній нерухомості навантаження в десятки кілограм, виникає поперечне навантаження на стрілу, яка починає коливатися в повітрі. При відпуску тятиви права рука йде за голову.

### Техніка стрільби на блочному луці
Техніка для правші: Лук береться лівою рукою. Тятива натягується за допомогою релізу: Т-подібного або кистьового. При використанні Т-подібного релізу долоня дивиться назовні, великий палець знаходиться знизу.
Натискання на спуск здійснюється великим пальцем. При використанні кистьового — долоня в горизонтальному положенні, великий палець притиснутий до вилиці або заведений за шию. Спуск натискається вказівним або середнім пальцем. Ліва рука витягнута у бік мішені; права натягує тятиву, відносно різким рухом, щоб не дуже втомлювати лучника, оскільки до спрацьовування блоків лук є досить важким в натягу. Палець на спуск лягає відразу ж після натягу, щоб не пропустити момент остаточного прицілювання, тобто знаходження мушки в центрі мішені. Після прицілювання правою рукою робиться натискання на спуск.